# Талабенец
Талабенец (рус. Талабенец) најмање је од три острва у архипелагу Талапских острва смештеном у источном делу Псковског језера, на западу европског дела Руске Федерације. Острво административно припада Псковском рејону Псковске области.
Острво обухвата територију од свега 7 хектара и једино је острво у архипелагу које је ненасељено. Са надморском висином од 49 метара највише је међу Талапским острвима.